# Jeżowe
Jeżowe est une localité polonaise, siège de la gmina de Jeżowe, située dans le powiat de Nisko en voïvodie des Basses-Carpates.